# Hubarivka, Novi Sanjarî
Hubarivka (în ucraineană Губарівка) este un sat în comuna Maiacika din raionul Novi Sanjarî, regiunea Poltava, Ucraina.

## Demografie
Componența lingvistică a localității Hubarivka
     Ucraineană (91,79%)
     Rusă (6,72%)
Conform recensământului din 2001, majoritatea populației localității Hubarivka era vorbitoare de ucraineană (91,79%), existând în minoritate și vorbitori de rusă (6,72%).